# محاصره قلعه کاسانتودا

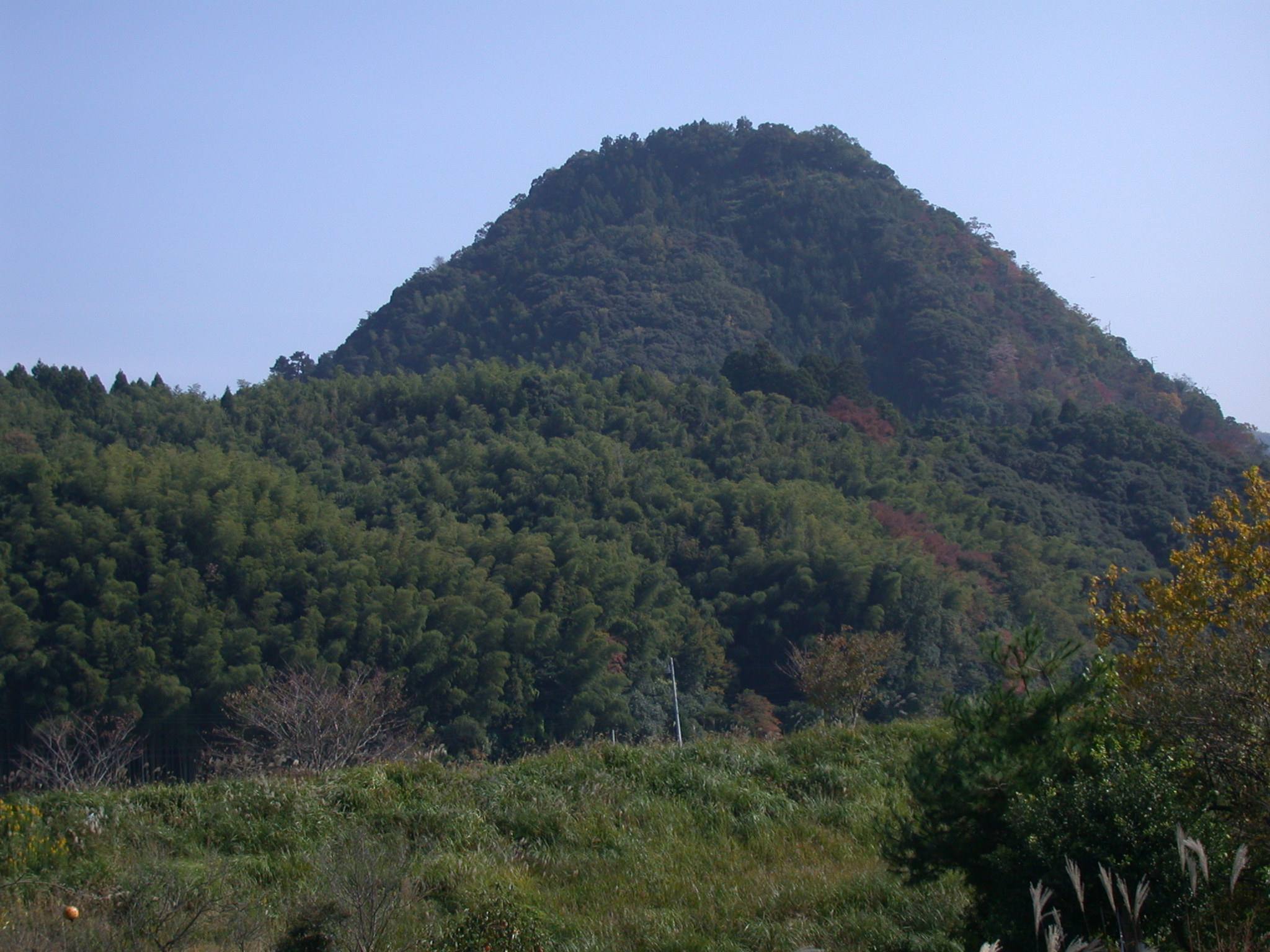
محل قلعه کاسانتودا

محاصره قلعه کاسانتودا (به ژاپنی: 月山富田城の戦い, Gassan Toda-jō no Tatakai) نبردی بود در دوره سنگوکو، این محاصره توسط اوئوچی یوشیتاکا رهبری می‌شد و بر علیه آماگو هاروهیسا صاحب قلعه کاسانتودا در ولایت ایزومو انجام شد.